# 中御門宣方
中御門宣方（なかのみかど のぶかた、観応元年（1350年） - ）は、南北朝時代の公卿。

## 官歴
- 時期不明：兵部少輔、正五位下
- 康安2年（1362年）：右少弁
- 貞治2年（1363年）：右中弁、正五位上
- 貞治5年（1366年）：蔵人
- 貞治7年（1368年）：氏院別当
- 応安4年（1371年）：左宮城使、蔵人頭、従四位下
- 応安6年（1373年）：左中弁、正四位下
- 応安7年（1374年）：正四位上
- 永和元年（1375年）：左大弁
- 永和2年（1376年）：参議
- 永和3年（1377年）：従三位、能登権守
- 永徳元年（1381年）：正三位
- 永徳3年（1383年）：相模権守
- 至徳元年（1384年）：従二位
- 嘉慶2年（1388年）：権中納言

## 系譜
- 実父：田向経兼
- 養父：中御門宣明
- 子：中御門宣俊